# Église Notre-Dame-de-la-Tronchaye
L'église Notre-Dame-de-la-Tronchaye est une ancienne collégiale située à Rochefort-en-Terre, en France.

## Localisation
L'église est située dans le département français du Morbihan, sur la commune de Rochefort-en-Terre.

## Historique
L'église est classée au titre des monuments historiques par arrêté du 22 janvier 1931.

## Architecture
La tour fortifiée de la croisée du transept date de la chapelle romane construite en 1125.
En 1533, La façade Nord fut reconstruite en style gothique flamboyant, comme en témoigne l’inscription du montant du portail : 

« En l’an 1533 fut cette œuvre parfaite. »

En 1610, Exupère de Larlan fait installer un grand retable en pierres polychromes qui se situe désormais au fond du chœur.
En 1865, le côté Sud est restauré.
En 1887, la façade Nord est également remise en état. 
 En 1898, le pignon ouest est réparé et la tribune construite.
En 1922, le retable de pierre trouve sa place actuelle alors qu'auparavant il remplaçait l'ancien jubé qui séparait la nef du chœur.
Le vitrail du Sacré Cœur est mis en place sur le pignon est, et le vitrail de la découverte de la statue est installé sur le côté sud.

## Légende
D'après la légende, l'église a été bâtie sur le lieu où avait été découverte une statue de la Vierge allaitant l'Enfant Jésus, au XIIe siècle. On prétend que la statue aurait été cachée dans le tronc d'un arbre deux siècles auparavant, alors que les Vikings attaquaient la région. Un vitrail de 1927 rappelle cette légende.

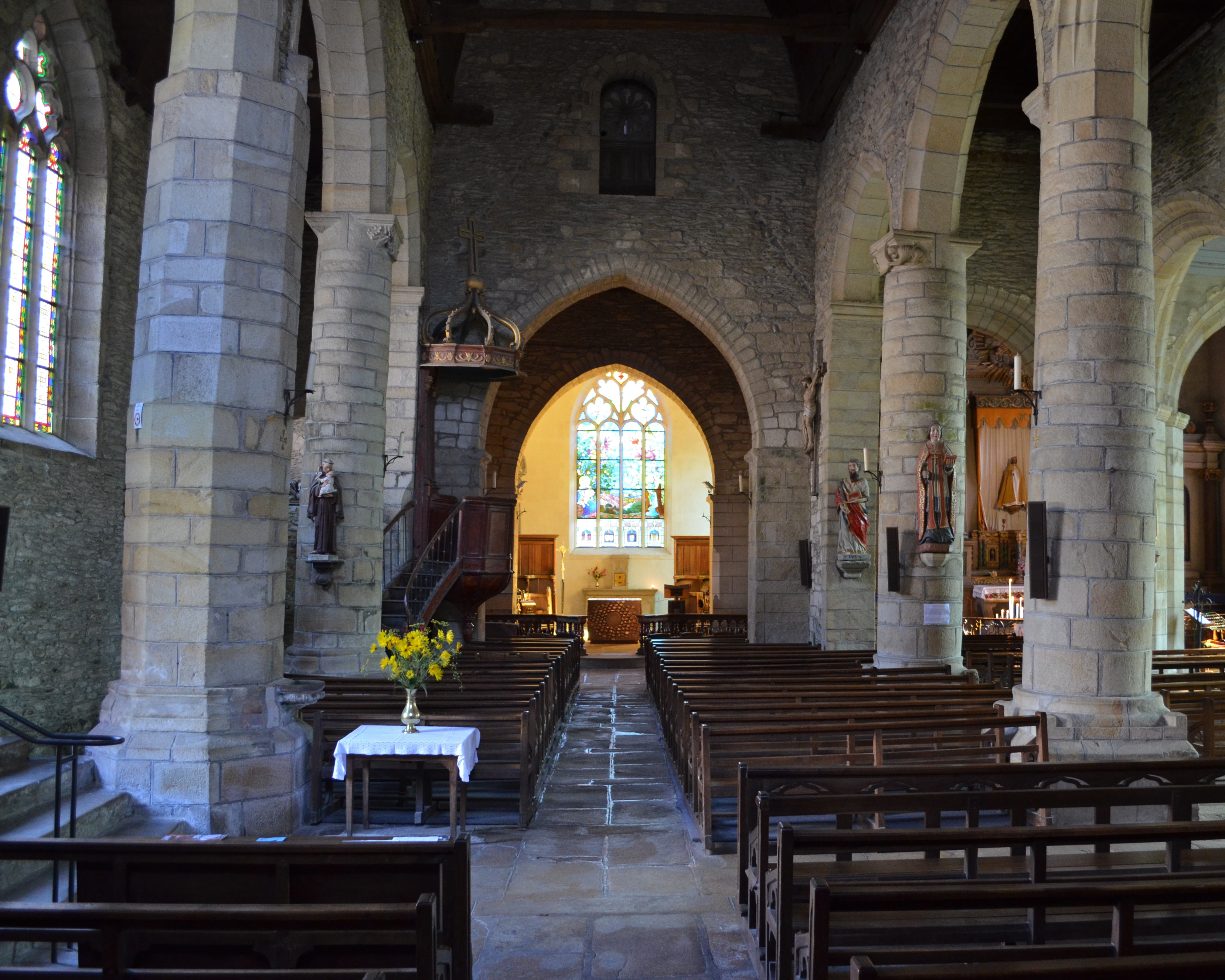
La nef.

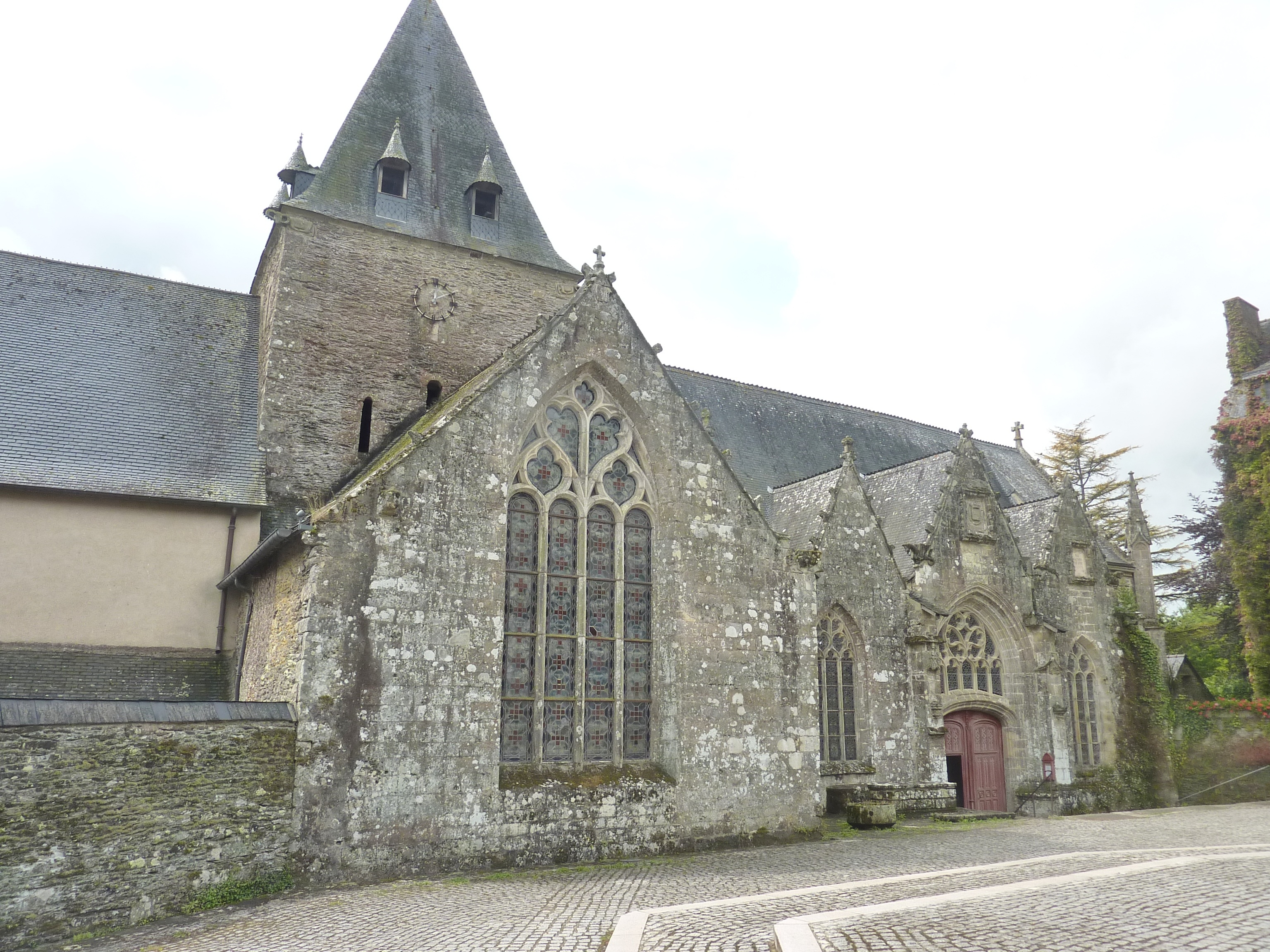
La façade de l'église paroissiale Notre-Dame de la Tronchaye.
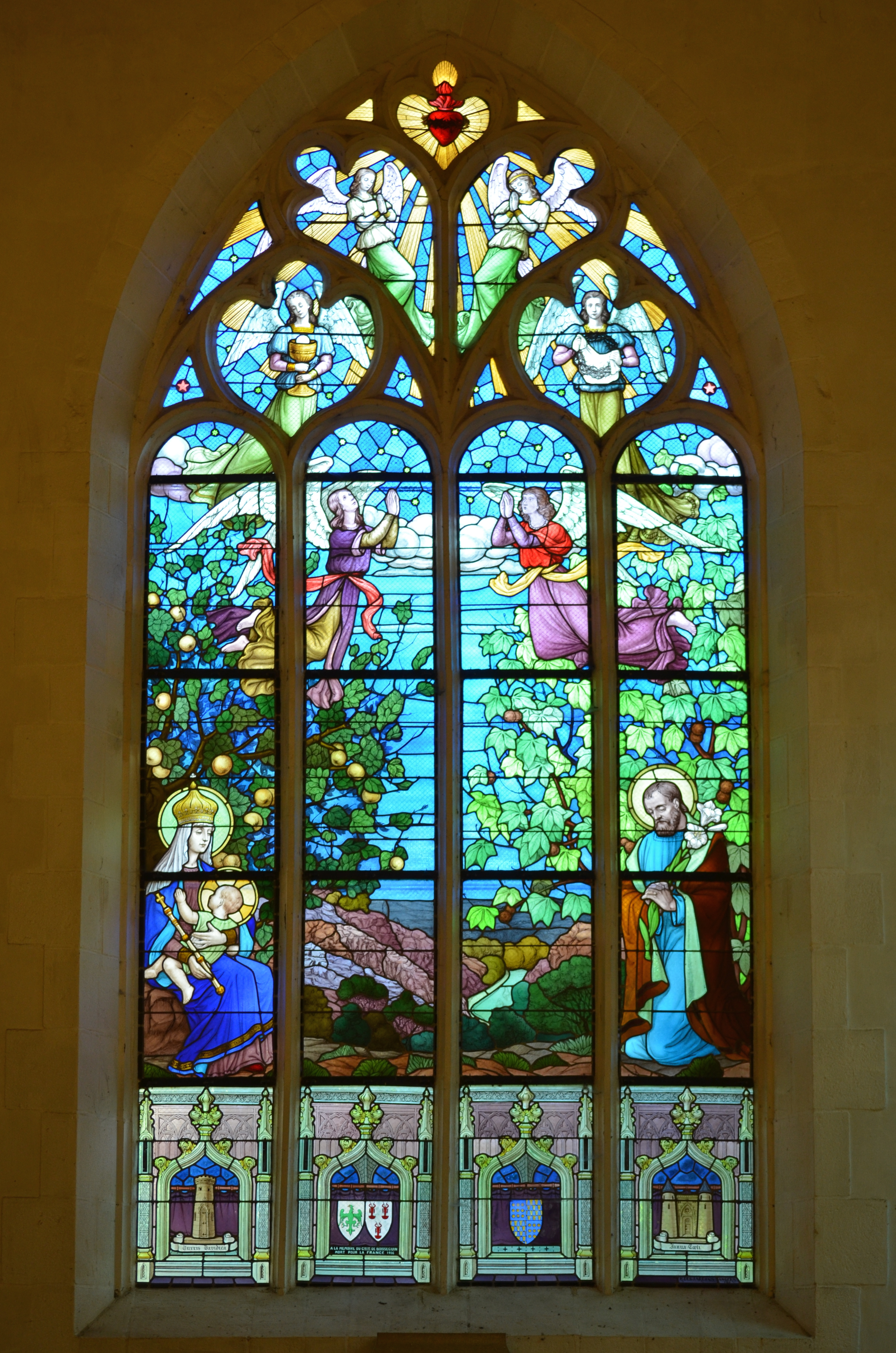
Le vitrail du chœur.
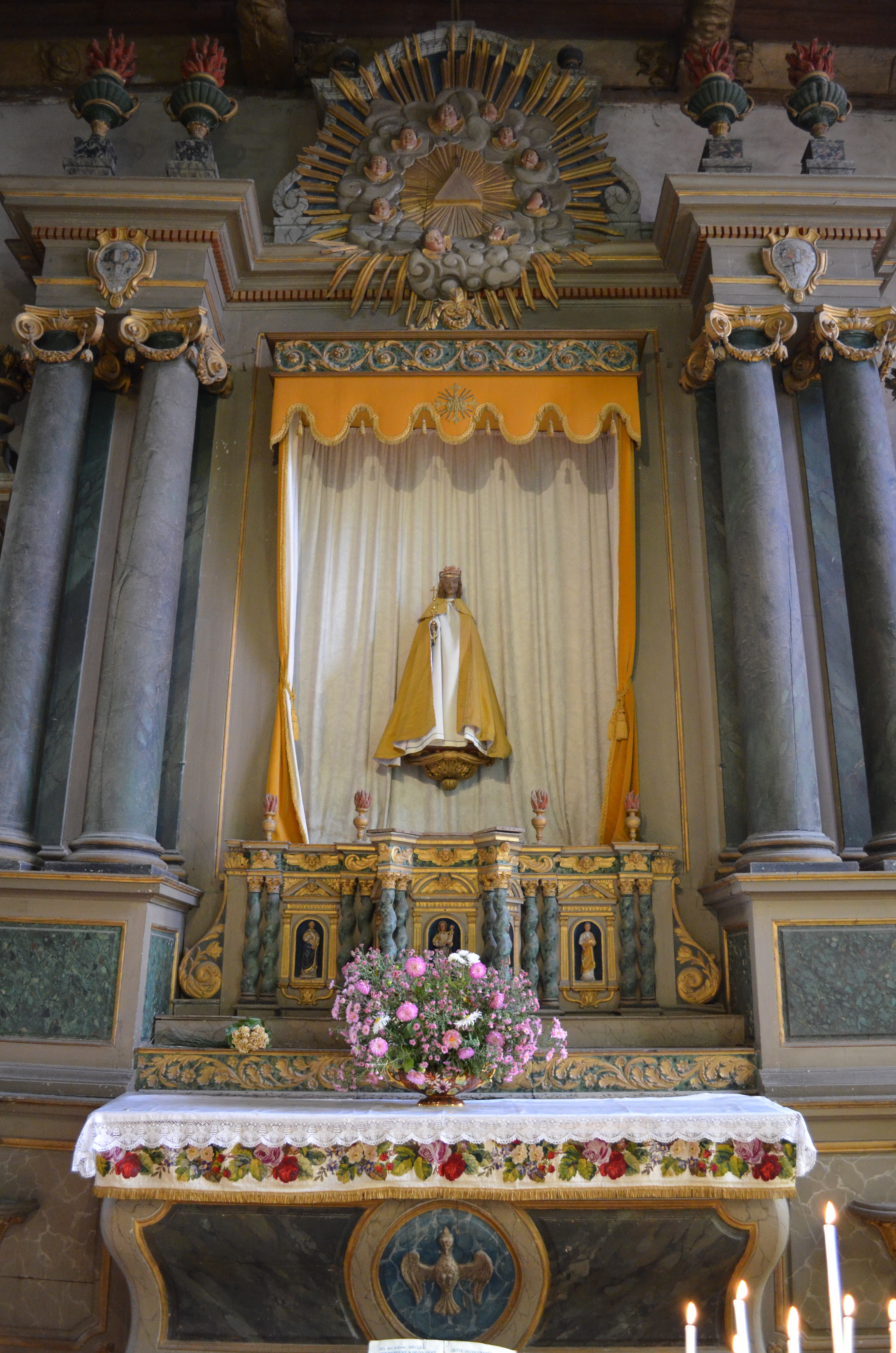
La statue de Notre-Dame-de-la-Tronchaye.
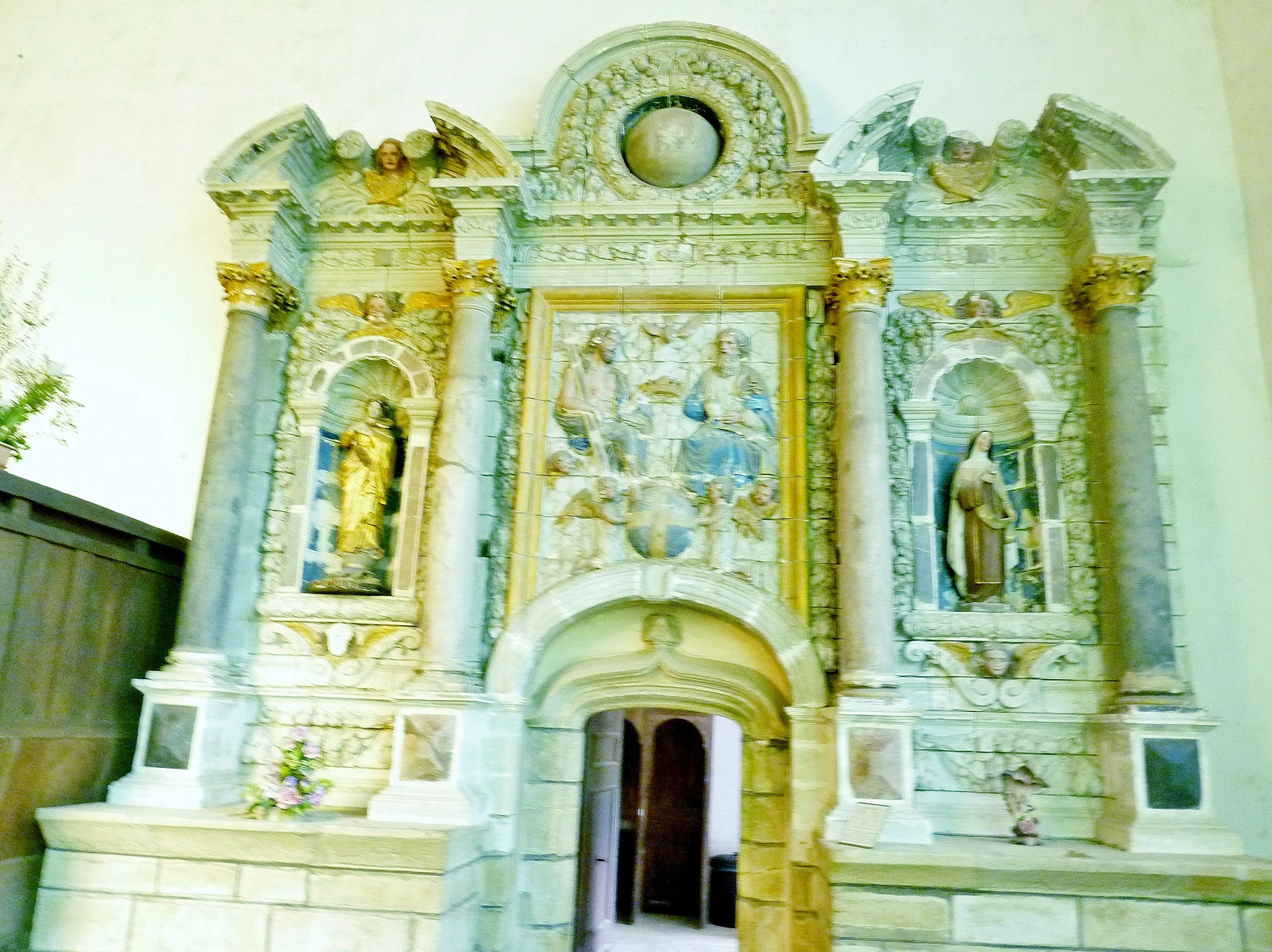
Le retable datant du début du XVIIe siècle.
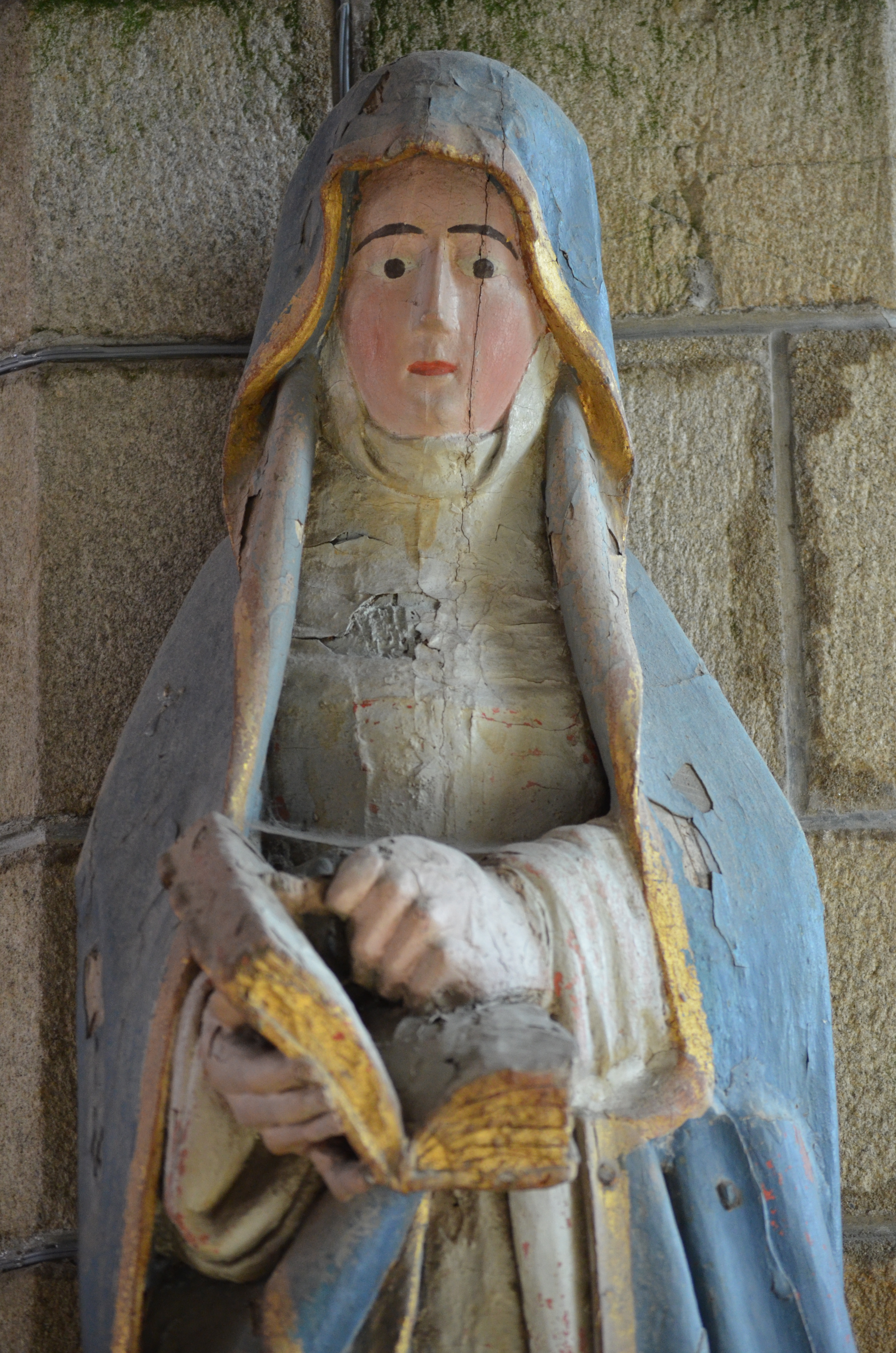
Statue de Françoise d'Amboise.
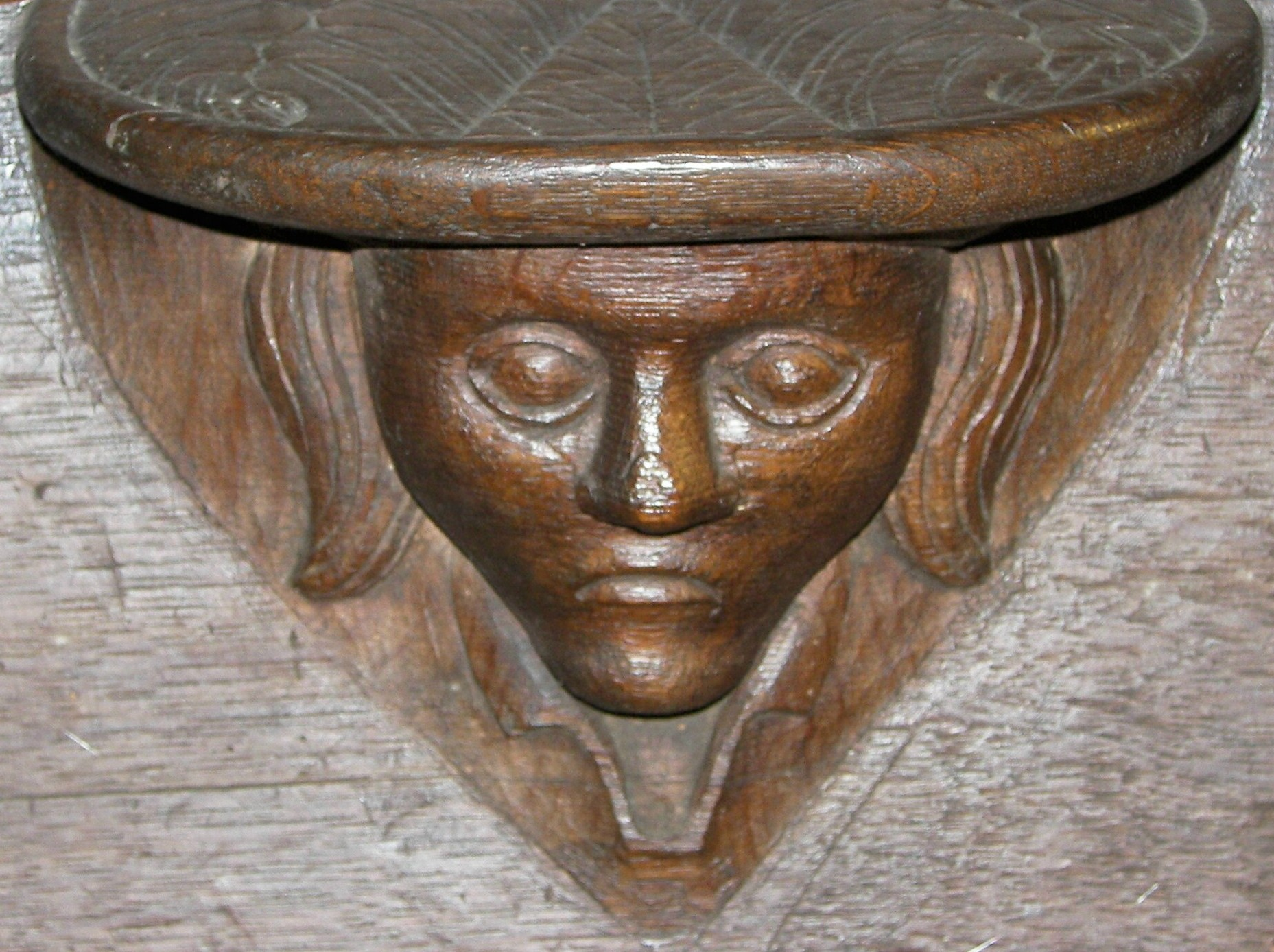
Église Notre-Dame-de-la-Tronchaye : miséricorde.
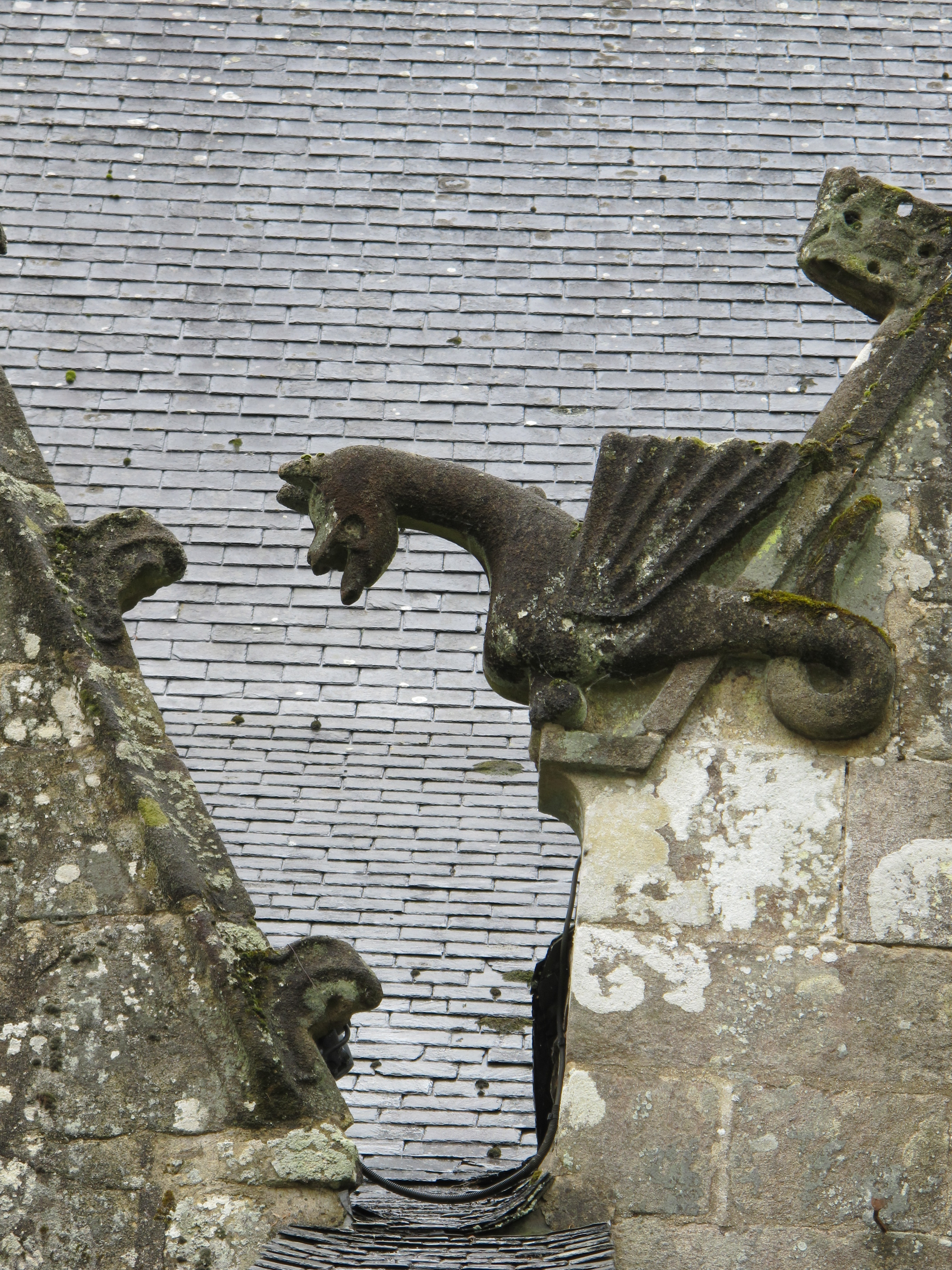
Église Notre-Dame-de-la-Tronchaye : fausse gargouille (animal ailé).
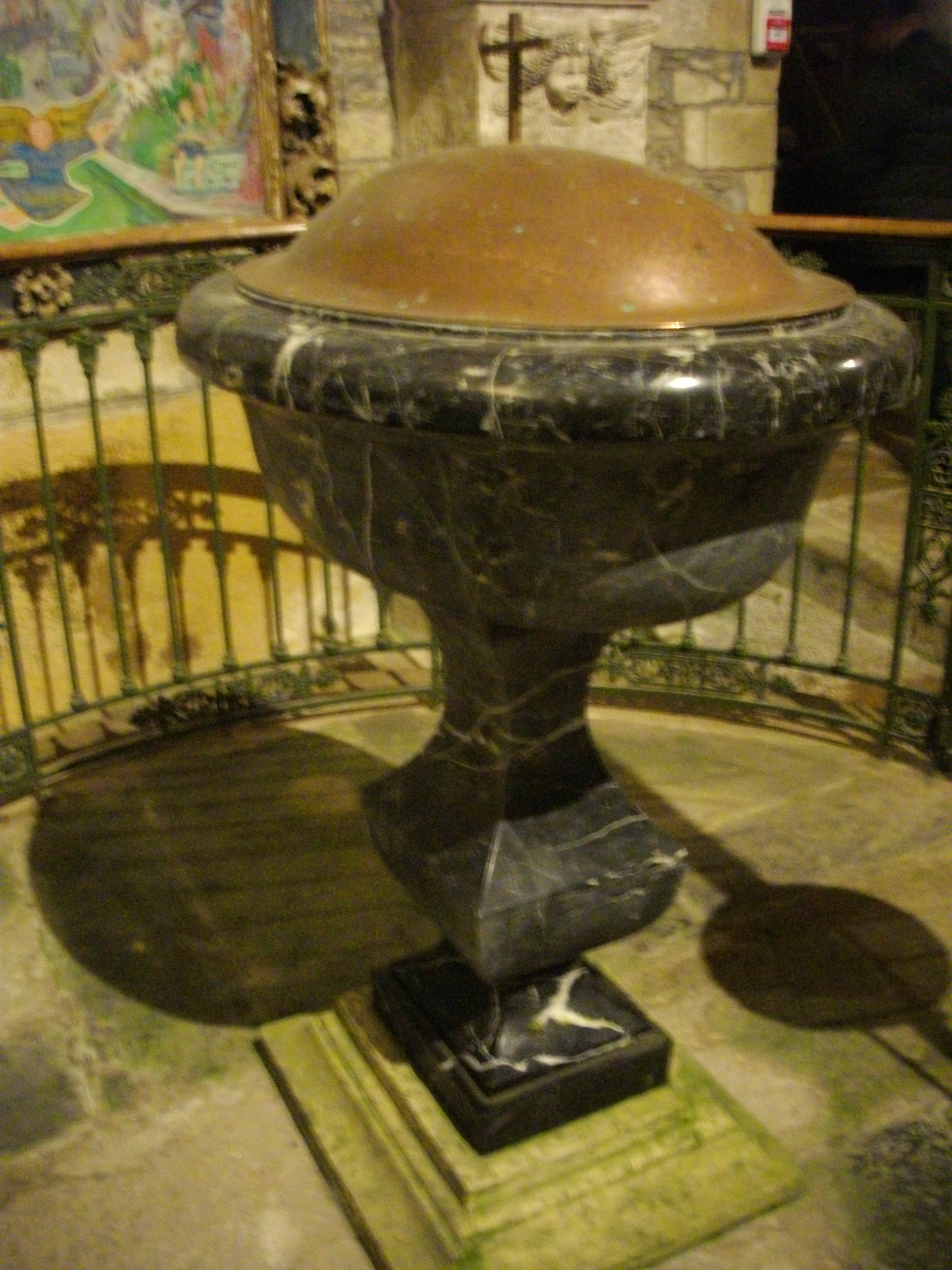
Église Notre-Dame-de-la-Tronchaye : fonts baptismaux.
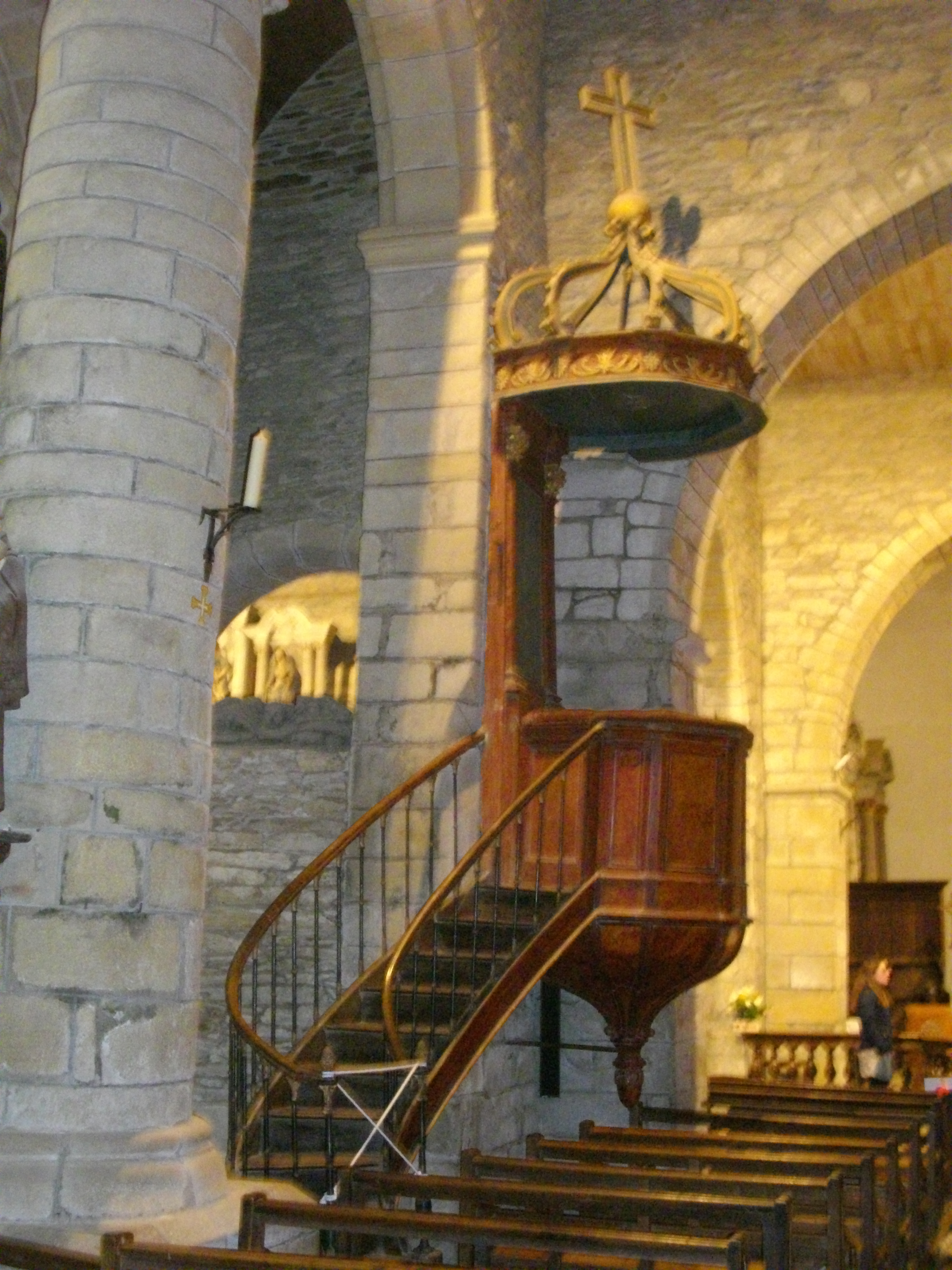
Église Notre-Dame-de-la-Tronchaye : la chaire à prêcher.
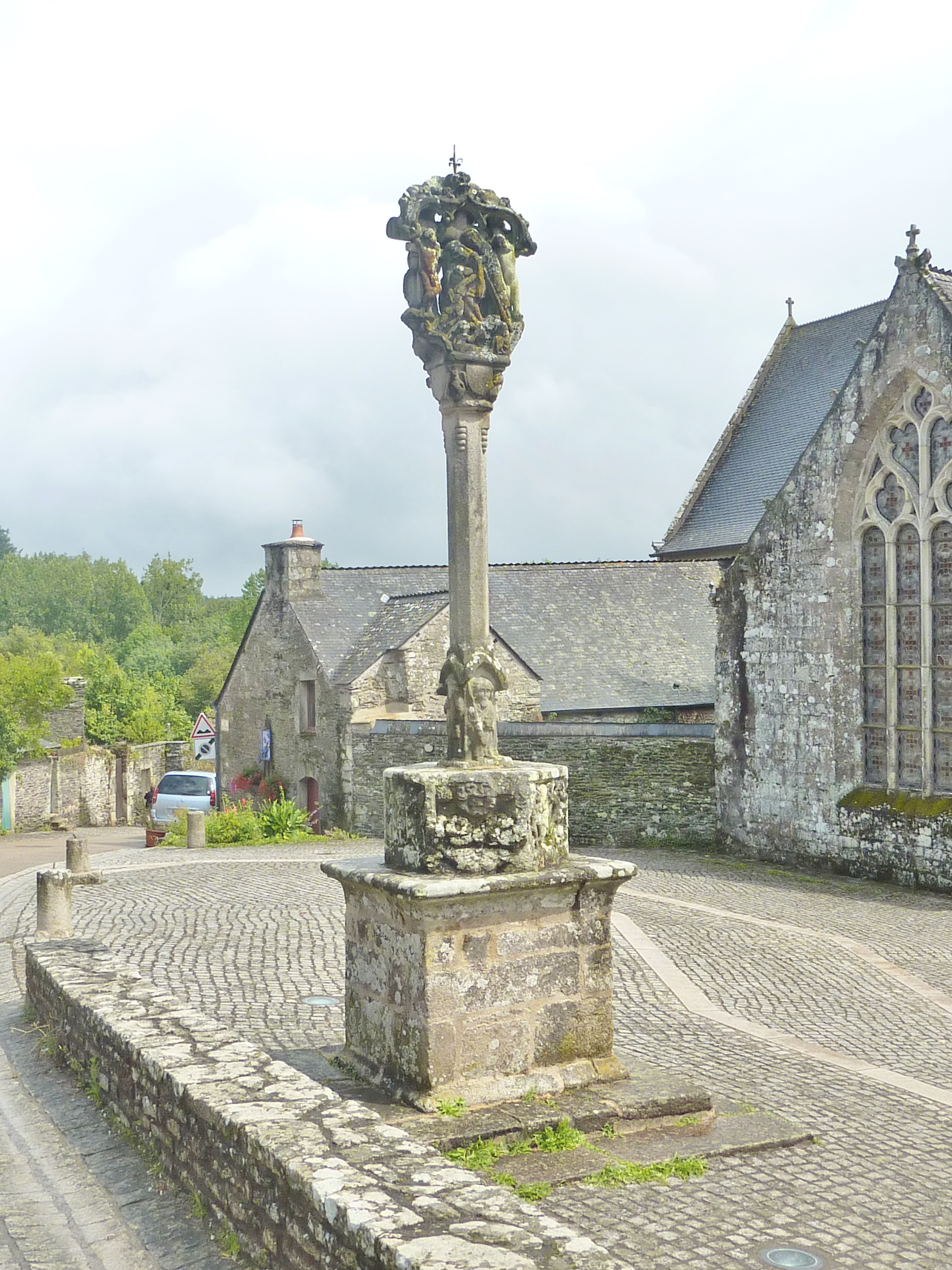
Le calvaire devant l'église paroissiale Notre-Dame de la Tronchaye.